# Proconsul

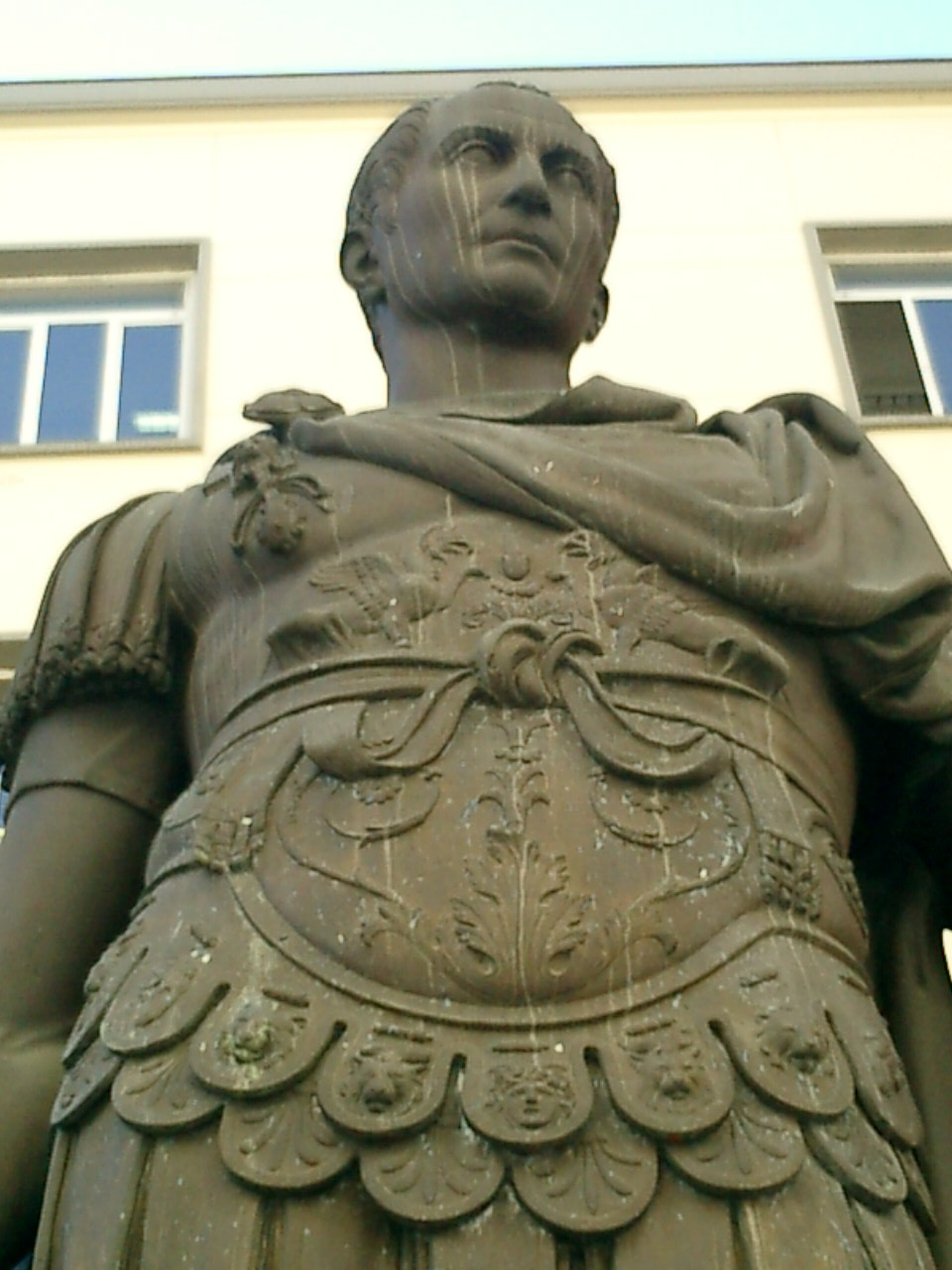
Statuie modernă din bronz a Proconsului Iulius Cezar, după un model mai vechi. Se observă fascia (clavus) îngustă, inițial purpurie, ca un simbol al autorității proconsulare

Un proconsul era un guvernator al unei provincii din Republica Romană. În utilizarea modernă titlul a fost folosit pentru liderii numiți de către puterile străine.

## Primul proconsul
Primul caz istoric de proconsulat, citat de Dionisie din Halicarnas, datează din 464 î.Hr., atunci când Titus Quinctius Capitolinus Barbatus a primit puterea de a conduce o armată (Imperium) pentru a interveni în ajutorul consului Spurius Furius Medullinus Fusius aflat în lupte cu Aequi, o populație din estul Romei.. A fost o soluție improvizată sub presiunea evenimentelor.

## Republica Romană
În Republica Romană un Proconsul, în greacă ἀνθύπατος (anthypatos), a fost un Promagistrat (similar unui propretor), care după ce servea în funcția de consul devenea pentru un an guvernatorul unei provincii romane. Anumite provincii au fost rezervate pentru proconsuli. Ei erau împuterniciți prin aprobare senatorială care era determinată printr-o alegere aleatoare sau prin negocieri între doi consuli.

## Imperiul Roman
În timpul Imperiului Roman, împăratul a derivat o bună parte din puterile sale (alături de forța armatei, puterea tribunilor și președinția Senatului Roman), printr-o excepție constituțională (dar permanentă), mandatul autorității de proconsul asupra tuturor dintr-o provincie imperială, în general provinciile cu una sau mai multe legiuni. Ceilalți care comandau sub mandat imperial sau proconsular în provincie o făceau în numele proconsulului. Foștii consuli (deși constituțional încă numiți magistrați-șefi ai Res Publica) erau fără puteri din punct de vedere politic) și primeau în continuare un mandat de Proconsul peste o provincie senatorială.  

## Notitia Dignitatum
În documentul unic Notitia Dignitatum din secolul V încă sunt menționați trei proconsuli.

## Epoca modernă
În epoca modernă proconsulul este cel care guvernează o zonă de ocupație. De exemplu generalul american Douglas MacArthur a fost Proconsul al Japoniei după cel de-al doilea război mondial. 